# Петро Одинець
Петро Одинець (*д/н — † після 1625) — козацький ватажок, кошовий отаман 1620 року, український дипломат.

## Життєпис
Походив з київського шляхетського роду власного герба Одинець. Про його дату та місце народження немає відомостей. Ймовірно вже 1610-х роках був знаним та відомий на Запорізькій Січі. За деякими відомостями брав участь у морських походах гетьмана Петра Сагайдачного. 1619 року брав участь у Роставицькій комісії, що завершилася підписанням угоди з урядом.
У 1620 році обирається кошовим отаманом. Під час своєї каденції здійснив вдалий військовий похід під Перекоп, де завдав поразки кримським татарам, звільнивши багато невільників. У березні того ж року за дорученням гетьмана Петра Сагайдачного вирушив з дипломатичним завданням до Московії. Завданням було відновити стосунки з московським царем після походу українських козаків у 1618 році на боці польського королевича Владислава. Втім, московський цар відмовився надати допомогу козакам у боротьбі проти Кримського ханства. Загалом Одинець впорався із завданням. Водночас надав Сагайдачному важливу інформацію щодо перебування у Москві патріарха Теофана III, час коли той збирався рушати додому через землі Речі Посполитої.
По поверненні, ймовірно, Петро Одинець брав участь у Хотинській битві. Документально засвідчено, що він був учасником українсько-польської війни 1625 року під проводом гетьмана Марка Жмайла. Одинець був активним учасником укладання Куруківської угоди. Про його подальшу долю немає відомостей.